# Усулутан (город)
Усулута́н (исп. Usulután) — город в Сальвадоре, административный центр одноимённого департамента.

## История
Был основан в 1529 году индейцами. В 1860 году получил статус города.
23 мая 1979 года правительство ввело чрезвычайное положение на всей территории страны. Военнослужащие были задействованы в охране объектов инфраструктуры и службе на блок-постах. В дальнейшем, обстановка в стране осложнилась, началась гражданская война. Общая численность войск была увеличена, началось переформирование существующих и создание новых армейских подразделений. В дополнение к находившейся на военной базе в городе Усулутан 6-й пехотной бригаде армии Сальвадора (в это время состоявшей из трёх пехотных батальонов четырёхротного состава, одной артиллерийской батареи и роты тылового обеспечения), подразделения национальной гвардии и городской полиции в городе был размещён батальон быстрого реагирования "Атональ", а в начале 1985 года - здесь началось создание батальона морской пехоты.
Главная католическая церковь города расположена в парковой зоне рядом с ратушей (Алькальдия) и кинотеатром Cine Centenario, которые находятся примерно в центре города. В последнее время Усулутан значительно модернизировался, получив большее влияние от брендов и закусочных, которые не были доступны там в прошлом.

## Географическое положение
Центр города располагается на высоте 91 м над уровнем моря.

## Экономика
Жители города заняты в сфере сельского хозяйства.

## Демография
Население города по годам:
| 1992   | 2000   | 2012   |
| ------ | ------ | ------ |
| 40 971 | 47 700 | 57 404 |

## Спорт
Усултан является домом для одного из самых успешных футбольных клубов страны CD Luis Ángel Firpo , который играет на стадионе Sergio Torres. Стадион Sergio Torres — единственный стадион в стране, который полностью принадлежит футбольному клубу. Цвета местных команд — белый, красный и синий. Они играют в Salvadoran League, The Primera División of the Liga de Fútbol Profesional.